# Laurenz Tanner (politico 1668)
Laurenz Tanner (Herisau, 7 settembre 1668 – Herisau, 28 marzo 1729) è stato un politico svizzero.

## Biografia
Oste, fu membro del Consiglio di Herisau, inviato alla Dieta federale per 24 volte dal 1709 al 1728 e Landamano di Appenzello Esterno negli anni 1709-1710, 1712-1714, 1716-1718, 1720-1722, 1724-1726, e 1728-1729. Durante la seconda guerra di Villmergen del 1712 mediò tra le parti in conflitto. Fu tra i firmatari del trattato di pace di Rorschach del 1714, a lungo contestato nell'Appenzello Esterno, attirandosi così l'inimicizia di Lorenz Wetter.